# Diane (prénom)
Pour les articles homonymes, voir Diane.
Venant du latin Diana, nom de la déesse de la chasse et de la lune, Diane signifie la lumineuse, probablement en provenance de dia (divin), adjectif lui-même en provenance de deus (dieu).

## Prénom
C'est un prénom féminin qui a pour variantes Diana, Dianna, Dianne, Diāna, Dyane. Autrefois fêté le 9 juin, le martyrologe romain le fête désormais le 10 juin ,.

## Personnes portant ce prénom
Parmi les plus célèbres des Diane :
- Diane d'Andoins, née  en 1554 et morte en 1621, comtesse de Guiche, dite « la belle Corisande » est connue pour avoir été maîtresse royale du roi Henri III de Navarre, futur Henri IV de France, entre 1582 et 1591
- Diane-Adélaïde de Mailly, duchesse de Lauraguais, (Paris, 11 février 1713 - Paris, 20 février 1760) fut l'une des maîtresses du roi Louis XV.
- Diane de Poitiers (°1499 ou 1500 - † 1566), maîtresse du roi de France Henri II pendant plus de 20 ans.
- Diane von Fürstenberg née Diane Halfin le 31 décembre 1946 à Bruxelles, est une créatrice de mode féminine belgo-américaine d'origine juive.
- Diane Arbus née Diane Nemerov (14 mars 1923, New York - 26 juillet 1971, New York), est une photographe américaine
- Diane Sawyer, née le 22 décembre 1945 à Glasgow (Kentucky), est une journaliste de télévision américaine,
- Diane de Guerre, épouse de Jean de Luxembourg
- Diane de Beausacq, femme de lettres française connue sous le nom de plume de Comtesse Diane, née à Cherbourg en 1829, décédée à Paris en 1899.
- Diane Kruger, actrice allemande, née le 15 juillet 1976.
- Le prénom se rencontre également en Afrique, comme par exemple les femmes politiques rwandaises Diane Rwigara ou Diane Gashumba. La joueuse de tennis sud-africaine Dianne Van Rensburg est appelée plus fréquemment Dinky Van Rensburg.

Parmi les plus célèbres des Diana :
- Diana Spencer, princesse de Galles, (° 1961 - † 1997), épouse de Charles, prince de Galles jusqu'à son divorce en 1996.

- Pour voir toutes les pages commençant par Diane, Dianne et Dyane, consulter les listes générées automatiquement pour Diane, Dianne  et Dyane.